# Dasymys incomtus
Dasymys incomtus — вид гризунів родини мишевих (Muridae). Зустрічається в Анголі, Ефіопії, Кенії, Малаві, ПАР, Південному Судані, Танзанії, Уганді, Замбії та Зімбабве. Його природними середовищами існування є вологі савани, помірні луки, субтропічні або тропічні сезонно вологі або затоплені низинні луки та болота.

## Опис
Гризун середнього розміру з довжиною голови і тулуба від 137 до 192 мм, довжиною хвоста від 119 до 160 мм, довжиною стопи від 31 до 35 мм, довжиною вуха від 15 до 24 мм і вагою до 218 г.

## Спосіб життя
Це нічний і напівводний вид. Будує гнізда в поглибленнях по берегах боліт і струмків. Харчується соковитими стеблами напівводних рослин, частинами очерету, іноді комахами. У вологий період самки народжують 2–9 дитинчат.